# Henry Alfred Todd
Henry Alfred Todd (* 13. März 1854 in Woodstock (Illinois); † 3. Januar 1925 in New York City) war ein US-amerikanischer Romanist.

## Leben und Werk
Todd studierte an der Princeton University, dann in Paris (bei Gaston Paris), in Berlin (bei Adolf Tobler), in Rom und Madrid. 1885 promovierte er an der Johns Hopkins University bei Aaron Marshall Elliott mit der in Paris verfassten Arbeit Le dit de la panthère d'amours. Poëme du XIIIe siècle par Nicole de Margival (Paris 1883, New York 1966) und lehrte dort bis 1891. Von 1891 bis 1893 lehrte er an der Stanford University, ab 1893 war er Professor für Romanische Philologie an der Columbia University in New York City.

Todd war 1906 Präsident der Modern Language Association. 1910 war er (mit Raymond Weeks) Begründer und dann Herausgeber der Zeitschrift Romanic Review. 

## Weitere Werke
- (Hrsg.) La Naissance du Chevalier au cygne ou les Enfants changés en cygnes. French poem of the XIIth century, Baltimore 1889